# Mamadou Sakho
Mamadou Sakho (n. 13 februarie 1990, Paris, Île-de-France, Franța) este un fotbalist francez și senegalez liber de contract, care joacă pe post de fundaș central. Pe plan internațional, are prezențe la națională pentru Franța U17⁠(d), Franța U18⁠(d), Franța U19⁠(d), Franța U21⁠(d), Franța și Franța U16⁠(d).

## Statistici carieră

### Club
La 6 mai 2014.
| Club                | Campionat      | Sezon         | Campionat | Campionat | Cupă    | Cupă   | Cupa Ligii | Cupa Ligii | Europa  | Europa | Altele  | Altele | Total   | Total  |
| Club                | Campionat      | Sezon         | Meciuri   | Goluri    | Meciuri | Goluri | Meciuri    | Goluri     | Meciuri | Goluri | Meciuri | Goluri | Meciuri | Goluri |
| ------------------- | -------------- | ------------- | --------- | --------- | ------- | ------ | ---------- | ---------- | ------- | ------ | ------- | ------ | ------- | ------ |
| Paris Saint-Germain | Ligue 1        | 2006–07       | 0         | 0         | 0       | 0      | 0          | 0          | 2       | 0      | 0       | 0      | 2       | 0      |
| Paris Saint-Germain | Ligue 1        | 2007–08       | 12        | 0         | 2       | 0      | 2          | 0          | 0       | 0      | 0       | 0      | 16      | 0      |
| Paris Saint-Germain | Ligue 1        | 2008–09       | 23        | 1         | 1       | 0      | 3          | 0          | 7       | 0      | 0       | 0      | 34      | 1      |
| Paris Saint-Germain | Ligue 1        | 2009–10       | 32        | 0         | 5       | 0      | 2          | 0          | 0       | 0      | 0       | 0      | 39      | 0      |
| Paris Saint-Germain | Ligue 1        | 2010–11       | 35        | 4         | 4       | 0      | 1          | 0          | 9       | 0      | 1       | 0      | 46      | 4      |
| Paris Saint-Germain | Ligue 1        | 2011–12       | 22        | 0         | 2       | 0      | 1          | 0          | 1       | 0      | 0       | 0      | 26      | 0      |
| Paris Saint-Germain | Ligue 1        | 2012–13       | 27        | 2         | 3       | 0      | 1          | 0          | 3       | 0      | 0       | 0      | 34      | 2      |
| Franța              | Franța         | Franța        | 151       | 7         | 17      | 0      | 10         | 0          | 22      | 0      | 1       | 0      | 201     | 7      |
| Liverpool           | Premier League | 2013–14       | 18        | 1         | 0       | 0      | 1          | 0          | 0       | 0      | 0       | 0      | 19      | 1      |
| Anglia              | Anglia         | Anglia        | 18        | 1         | 0       | 0      | 1          | 0          | 0       | 0      | 0       | 0      | 19      | 1      |
| Total carieră       | Total carieră  | Total carieră | 169       | 8         | 17      | 0      | 11         | 0          | 22      | 0      | 1       | 0      | 220     | 8      |

### Internațional
La 25 iunie 2014.
| Franța | Franța  | Franța |
| An     | Meciuri | Goluri |
| ------ | ------- | ------ |
| 2011   | 4       | 0      |
| 2012   | 4       | 0      |
| 2013   | 8       | 2      |
| 2014   | 6       | 0      |
| Total  | 22      | 2      |

## Goluri internaționale
| #  | Data             | Stadion                              | Oponent | Scor | Rezultat | Competiția                                             |
| -- | ---------------- | ------------------------------------ | ------- | ---- | -------- | ------------------------------------------------------ |
| 1. | 19 November 2013 | Stade de France, Saint-Denis, Franța | Ucraina | 1–0  | 3–0      | Calificările pentru Campionatul Mondial de Fotbal 2014 |
| 2. | 19 November 2013 | Stade de France, Saint-Denis, Franța | Ucraina | 3–0  | 3–0      | Calificările pentru Campionatul Mondial de Fotbal 2014 |

## Palmares

### Club
Paris Saint-Germain
- Ligue 1 (1): 2012–13
- Coupe de France (1): 2009–10
- Coupe de la Ligue (1): 2007–08
- Trophée des Champions (1): 2013

### Individual
- UNFP Ligue 1 — Echipa anului (1): 2010–11
- UNFP Ligue 1 — Tânărul fotbalist al anului (1): 2010–11